# Zarafshon
Zarafshón es una localidad de Uzbekistán, en la provincia de Navoí.
Se encuentra a una altitud de 401 m sobre el nivel del mar. 

## Demografía
Según estimación 2010, contaba con una población de 68 487 habitantes.